# Фелісберто Ернандес
Фелісберто Ернандес (ісп. Felisberto Hernández 20 жовтня 1902, Монтевідео — 13 січня 1964, там само) — уругвайський письменник.

## Життєпис
Ернандес з дитинства вчився музиці, в юності увійшов до столичного музично-літературного гуртка, що склався довкола органіста Клементе Коллінга. 
У 1920-х — 1930-х виступав з фортепіанними концертами в Монтевідео, їздив провінцією. Провадив дуже скромне існування, служив на радіо; перші невеликі книги виходили малим накладом за фінансової підтримки друзів. У 1944 одну з новел Ернандеса публікує Борхес у своєму журналі «Буенос-Айреські зошити». У 1940-ві Ернандес знайомиться з Жулем Сюперв'єлем, за його допомогою отримує в 1946 стипендію Французького уряду і на кілька місяців приїздить до Франції. Відвідує Паризький ПЕН-Клуб, виступає з лекцією в Лондоні. У 1961 в Уругваї вийшло ілюстроване видання новели «Крокодил», що мало певний комерційний успіх (єдиний випадок в біографії письменника). У 1963 у Ернандеса проявилися перші симптоми лейкемії, від якої він і помер.

## Творчість
Автор оповідань і повістей з елементами неоромантичної фантастики, у яких особливу роль відіграють фетишизовані предмети і дивні місця подій. Проза Ернандеса не отримала визнання за життя, але була високо оцінена в 1960-х — 1970-х такими латиноамериканськими і європейськими майстрами, як Хуліо Кортасар, Хуан Карлос Онетті, Габрієль Гарсія Маркес, Італо Кальвіно, перекладена французькою, італійською, англійською, португальською та іншими мовами. Його творчості присвячуються національні і міжнародні симпозіуми. За мотивами кількох новел Ернандеса зняті фільми ( «Капельдинер», 1975, реж. Едгардо Россо; «Крокодил», 2001, реж. Педро Лендж).

## Твори
- Por los tiempos de Clemente Colling / За часів Клементе Коллінга (автобіографічна повість, 1942)
- Nadie encendía las lámparas / Світло ніхто не запалював (1947, книга новел)
- Las hortensias / Ляльки на ім'я Ортенсія (1949, повість, окреме видання 1950)
- La casa inundada / Будинок під водою (1960, повість)
- El cocodrilo / Крокодил (1962, оповідання)

### Зведені видання
- Obras completas. I-VI, Montevideo: Arca, 1965  — 1974.
- El Cocodrilo y otros cuentos. Buenos Aires: Centro Editor de América Latina, 1968.
- Cinco cuentos magistrales, cinco críticas por extranjeros. Montevideo: Editorial Ciencias, 1979.
- Novelas y cuentos. Caracas: Biblioteca Ayacucho, 1981
- Obras completas. I-III. México DF: Siglo XXI Editores, 1983
- Narraciones incompletas. Madrid: Siruela, 1990.
- Las hortensias y otros cuentos. México: UNAM, 2004.